# Anders Ulich

Hedvig Gezelius porträtterad av Anders Ulich.

Anders Ulich, död efter 28 februari 1695, var en tysk-svensk målare.
Det finns få uppgifter om Ulich tidiga liv men man antar att han är tysk härkomst eftersom hans kvitton är tyskspråkiga. Det förmodas att han fått sin utbildning till målare av David Klöcker Ehrenstrahl. I handlingarna omnämns han första gången som målargesäll i Åbo 1688 och därefter som konterfejare. Man vet att han 1688 utförde målningen av predikstolen och 1692 diverse dekorationsmålningar i Åbo domkyrka. För det Gezeliuska gravkoret i domkyrkan målade han ett porträtt av biskop Johannes Gezelius samt några tavlor med religiösa motiv. Man antar att han även målade altartavlan som var försett med ett porträtt av Jochim Witfott och hans hustru Margareta Bugenhagen. Alla Ulichs arbeten i domkyrkan förstördes emellertid vid kyrkobranden 1827. Ulich är representerad vid bland annat Nationalmuseum.